# Золотая малина (премия, 2023)
43-я церемония объявления лауреатов премии «Золотая малина» за сомнительные заслуги в области кинематографа за 2022 год. Церемония состоялась 10 марта 2023 года. Номинанты были объявлены 23 января 2023 года. По количеству номинаций лидировал фильм Эндрю Доминика «Блондинка», выдвинутый на премию в восьми категориях, в том числе «Худший фильм» и «Худший режиссёр», и победивший в первой.

## Списки лауреатов и номинантов
| Худший фильм | Худший режиссёр |
| --- | --- |

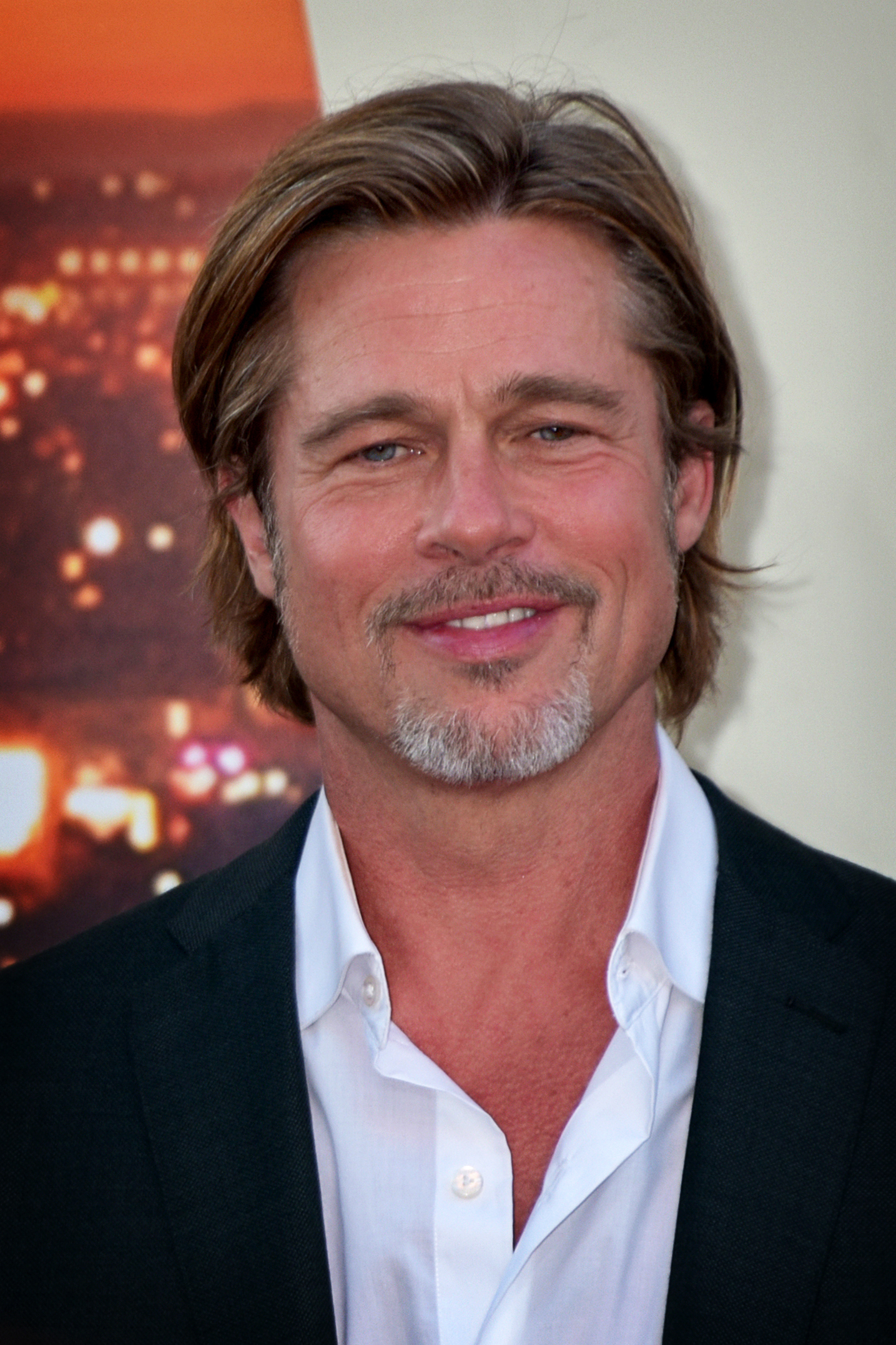
Брэд Питт, один из лауреатов в категории «Худший фильм» (как продюсер)

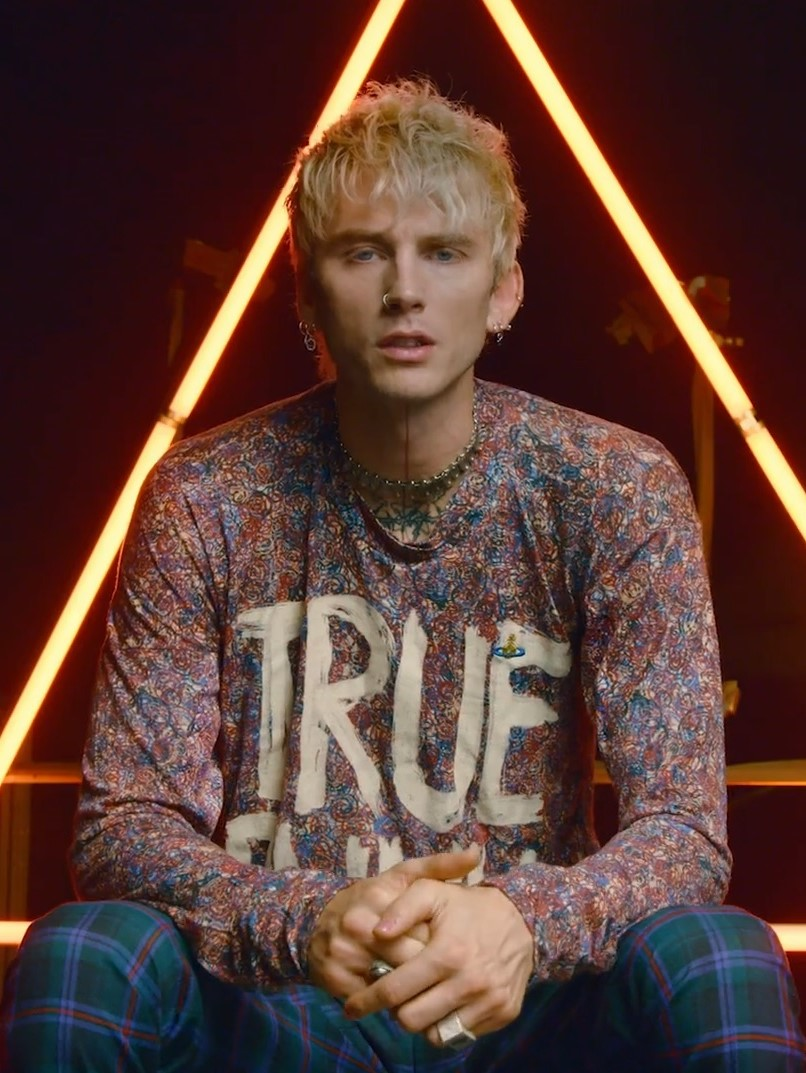
Machine Gun Kelly, один из лауреатов в категории «Худший режиссёр»

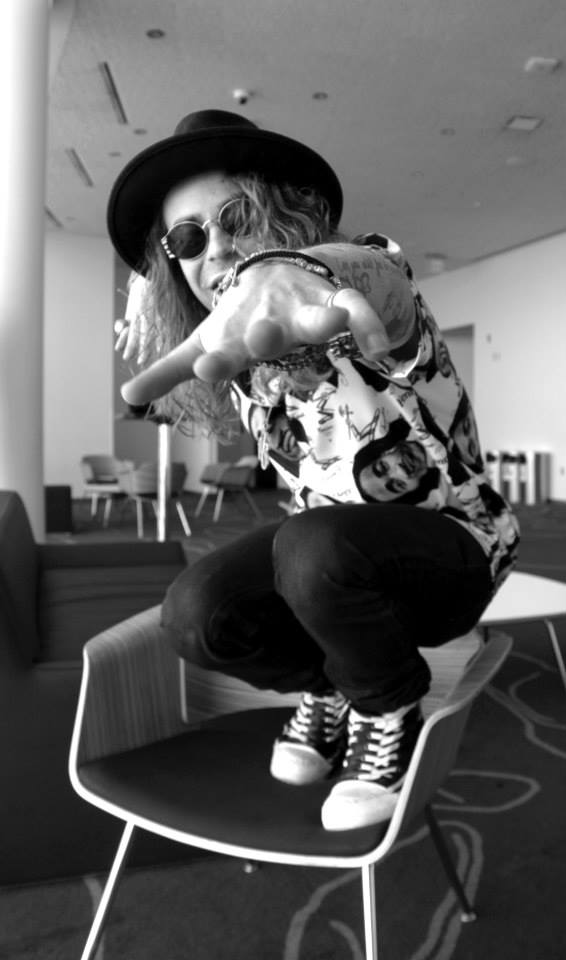
Mod Sun, один из лауреатов в категории «Худший режиссёр»

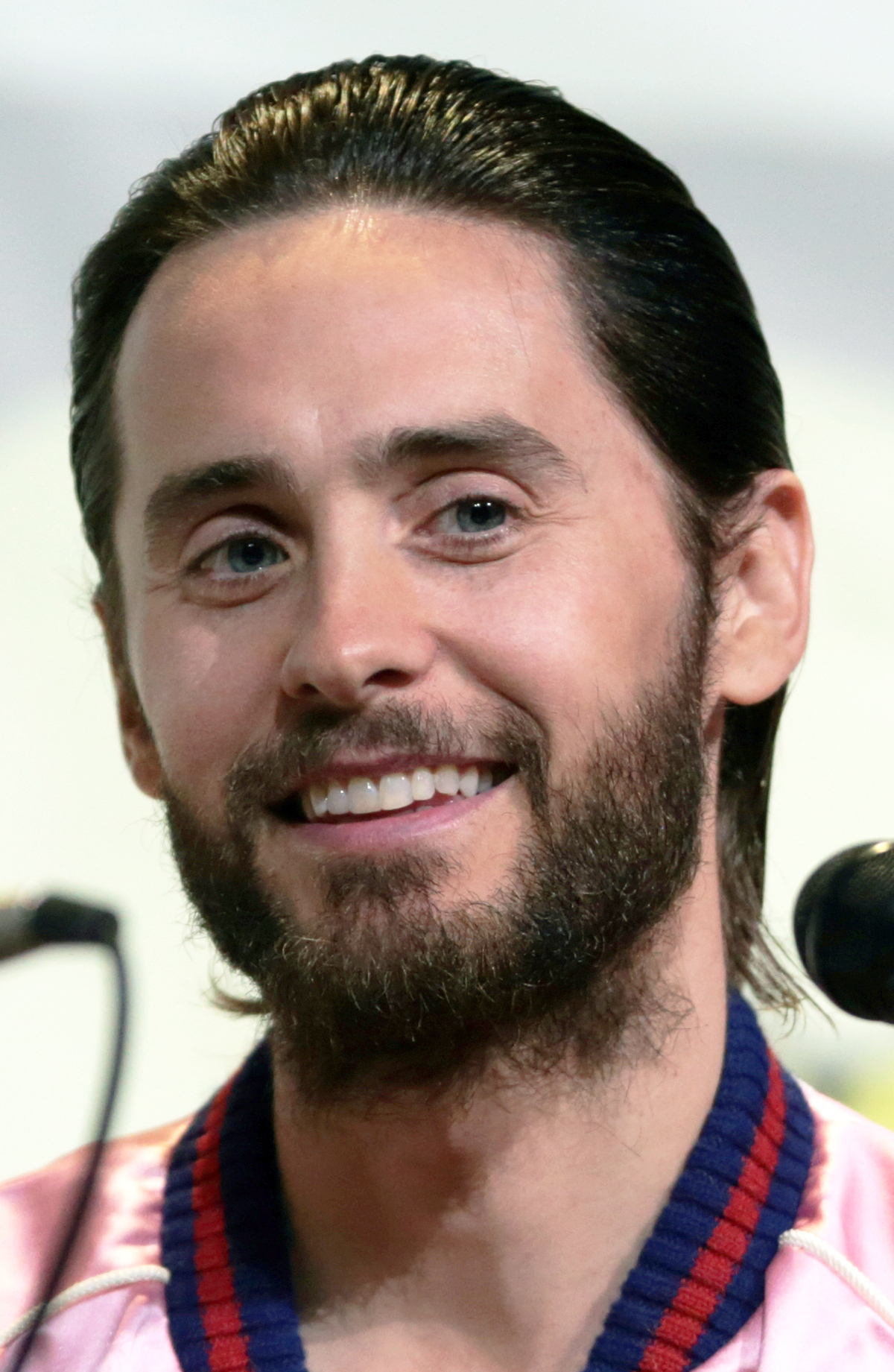
Джаред Лето, лауреат в категории «Худший актёр»

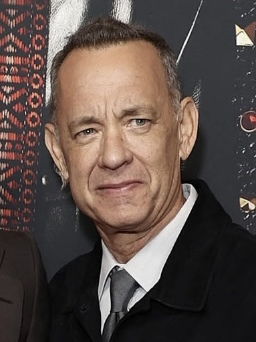
Том Хэнкс, лауреат в категориях «Худший актёр второго плана» и «Худший актёрский дуэт»

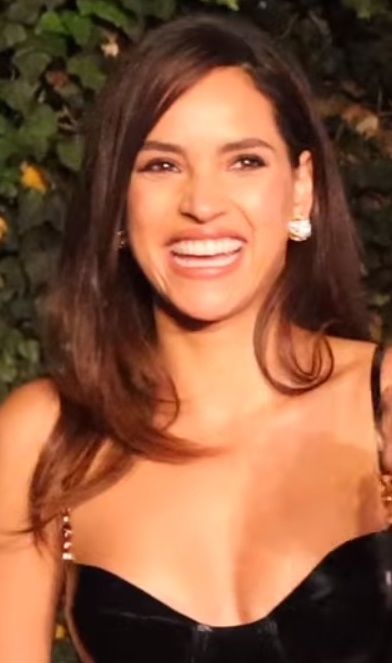
Адриа Архона, лауреат в категории «Худшая актриса второго плана»

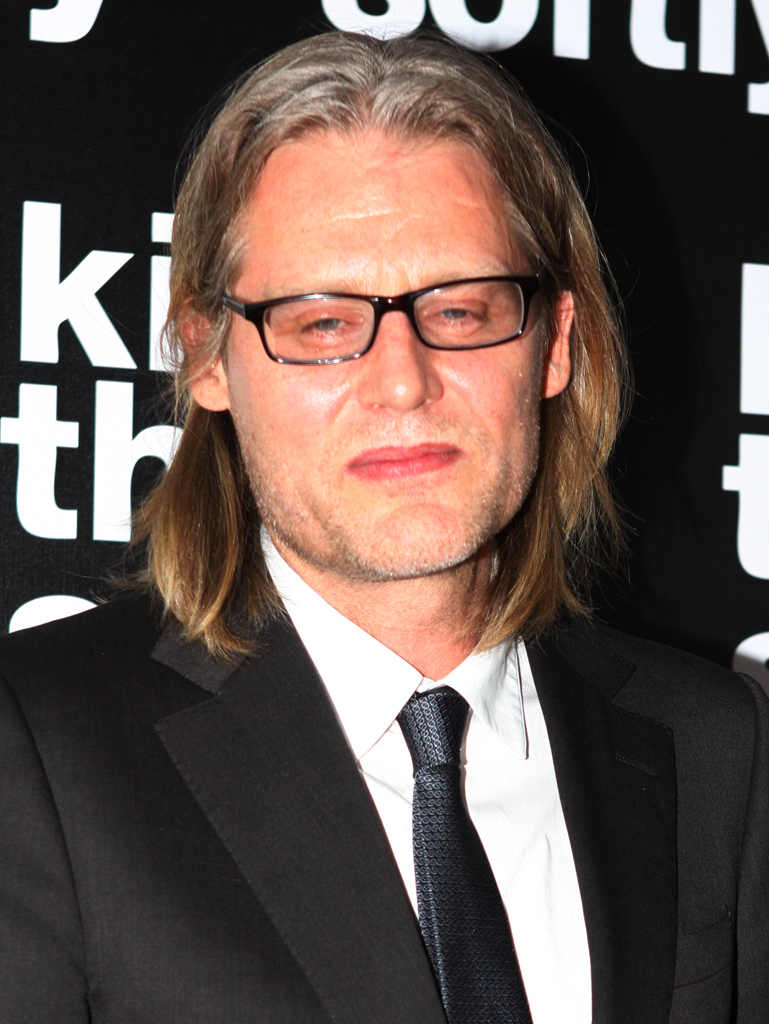
Эндрю Доминик, лауреат в категории «Худший сценарий»

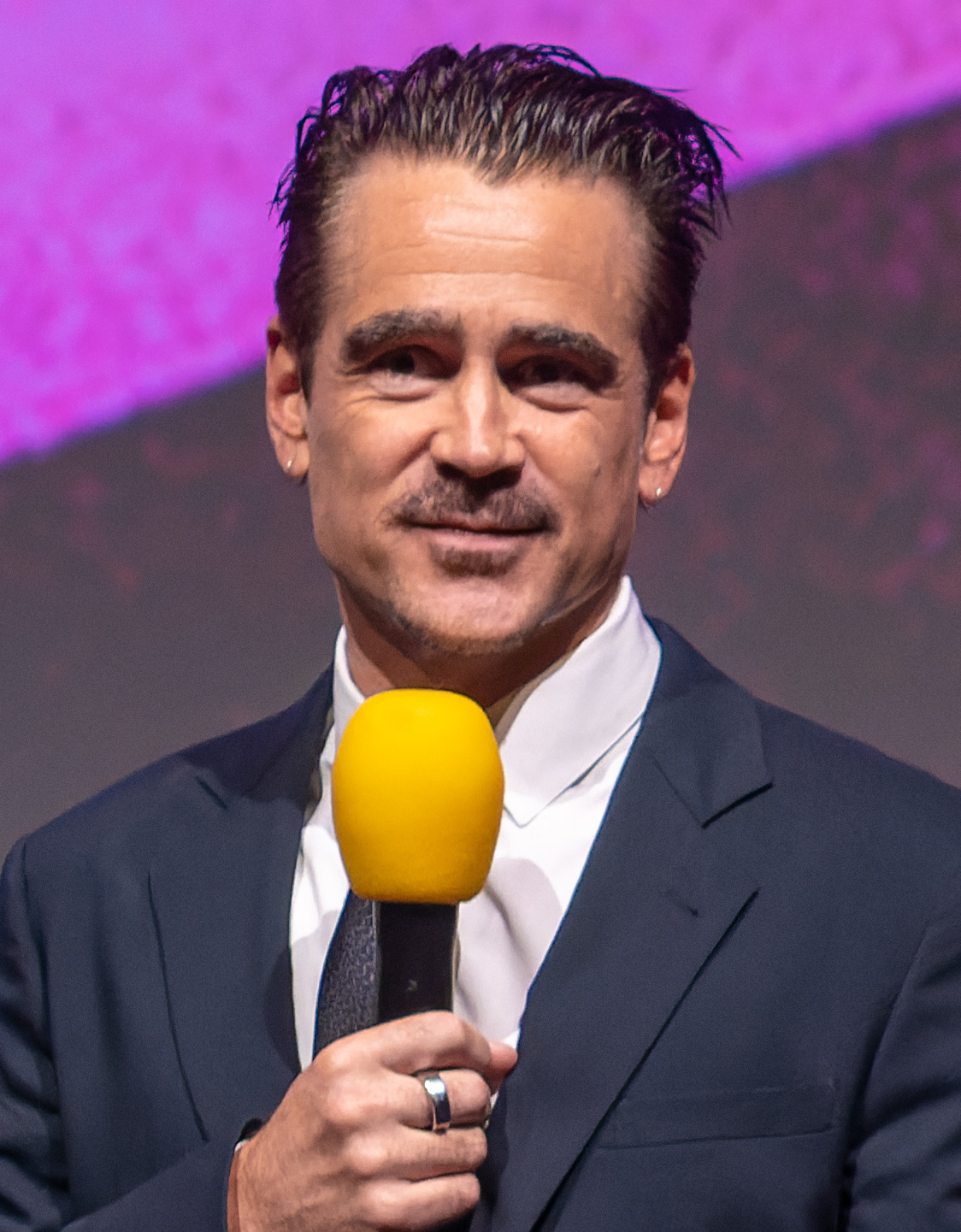
Колин Фаррелл, лауреат в категории «Восстановление репутации»

| - «Блондинка» (Netflix) — Деде Гарднер, Джереми Клейнер и Брэд Питт - «Доброго траура» (Open Road Films) — Крис Лонг, Machine Gun Kelly (он же Колсон Бейкер), Джиб Полемус и Mod Sun - «Морбиус» (Columbia) — Ави Арад, Лукас Фостер и Мэтт Толмак - «Пиноккио» (Disney+) — Дерек Хог, Эндрю Милано, Крис Вайц и Роберт Земекис - «Русалка и дочь короля» (Gravitas Ventures) — Дэвид Бруквелл, Пол Карри, Вей Хан, Джеймс Пан Хун и Шон Макнамара | - Machine Gun Kelly (он же Колсон Бейкер) и Mod Sun — «Доброго траура» - Джадд Апатоу — «Пузырь» - Эндрю Доминик — «Блондинка» - Роберт Земекис — «Пиноккио» - Даниэль Эспиноса — «Морбиус» |
| Худший актёр | Худшая актриса |
| - Джаред Лето — «Морбиус» за роль Майкла Морбиуса - Machine Gun Kelly (он же Колсон Бейкер) — «Доброго траура» за роль Лондона Клэша - Пит Дэвидсон (озвучка) — «Мармадюк» за роль Мармадюка - Сильвестр Сталлоне — «Самаритянин» за роль Джо Смита / Самаритянина / Немезиса - Том Хэнкс — «Пиноккио» за роль Джеппетто | - «Золотая малина» за номинацию Райан Киры Армстронг в данной категории - Райан Кира Армстронг — «Воспламеняющая взглядом» за роль Шарлин «Чарли» Макги - Дайан Китон — «Мак и Рита» за роль Маккензи «Мак» Мартин / «Риты» - Алисия Сильверстоун — «Тропический шторм» за роль Джейлин - Кая Скоделарио — «Русалка и дочь короля» за роль Марии-Жозефы - Брайс Даллас Ховард — «Мир юрского периода: Господство» за роль Клэр Диринг |
| Худший актёр второго плана | Худшая актриса второго плана |
| - Том Хэнкс — «Элвис» за роль полковника Тома Паркера - Mod Sun — «Доброго траура» за роль Дилана - Пит Дэвидсон — «Доброго траура» за роль Барри - Завьер Сэмюел — «Блондинка» за роль Чарльза Чаплина-младшего - Эван Уильямс — «Блондинка» за роль Эдварда Дж. «Эдди» Робинсона-младшего | - Адриа Архона — «Морбиус» за роль Мартины Бэнкрофт - Лоррейн Бракко (озвучка) — «Пиноккио» за роль Софии - Пенелопа Крус — «Код 355» за роль Грасиеры Риверы - Мира Сорвино — «Ламборгини: Человек-легенда» за роль Анниты - Фань Бинбин — «Код 355» / «Русалка и дочь короля» за роли Лин Ми Шень и Русалки |
| Худший актёрский дуэт | Худший ремейк, плагиат или сиквел |
| - Том Хэнкс и его латексное лицо (и этот нелепый акцент) — «Элвис» - Оба реальных персонажа (Мэрилин Монро и Джон Ф. Кеннеди) из неверной постельной сцены в Белом доме — «Блондинка» - Эндрю Доминик и его проблемы с женщинами — «Блондинка» - Machine Gun Kelly (он же Колсон Бейкер) и Mod Sun — «Доброго траура» - Два сиквела фильма «365 дней» («365 дней: Этот день» и «Следующие 365 дней») | - «Пиноккио» (Disney+) - «365 дней: Этот день» и «Следующие 365 дней» - «Блондинка» (Netflix) - «Воспламеняющая взглядом» (Universal) - «Мир юрского периода: Господство» (Universal) |
| Худший сценарий | Восстановление репутации |
| - «Блондинка» — Эндрю Доминик; по мотивам романа Джойс Кэрол Оутс - «Доброго траура» — Machine Gun Kelly (он же Колсон Бейкер) и Mod Sun - «Мир юрского периода: Господство» — Эмили Кармайкл и Колин Треворроу (сценарий); Колин Треворроу и Дерек Коннолли (сюжет) - «Морбиус» — Мэтт Сазама и Бёрк Шарплесс; на основе персонажа Marvel Comics, созданного Гилом Кейном и Роем Томасом - «Пиноккио» — Крис Вайц и Роберт Земекис; по мотивам одноимённого мультфильма Disney и сказки Карло Коллоди «Приключения Пиноккио» (без разрешения семьи Карло Коллоди) | - Колин Фаррелл — от номинации на худшую мужскую роль за 2004 год к участнику оскаровской гонки в 2023 году в категории «Лучшая мужская роль» - Вэл Килмер — от трёх номинаций на «Золотую малину» к фильму «Вэл» - Марк Уолберг — от четырёх номинаций на «Золотую малину» к фильму «Отец Стю» |

## Фильмы с множеством побед и номинаций
| Номинации | Фильм                             |
| --------- | --------------------------------- |
| 8         | «Блондинка»                       |
| 7         | «Доброго траура»                  |
| 6         | «Пиноккио»                        |
| 5         | «Морбиус»                         |
| 3         | «Мир юрского периода: Господство» |
| 3         | «Русалка и дочь короля»           |
| 2         | «365 дней: Этот день»             |
| 2         | «Код 355»                         |
| 2         | «Следующие 365 дней»              |
| 2         | «Элвис»                           |

| Победы | Фильм       |
| ------ | ----------- |
| 2      | «Блондинка» |
| 2      | «Элвис»     |
| 2      | «Морбиус»   |

## Критика
Выдвижение юной актрисы Райан Киры Армстронг в категории «Худшая актриса» за её роль в фильме «Воспламеняющая взглядом» вызвало волну негодования, причём на фоне этого организаторам припомнили случаи, когда из-за номинации на «Золотую малину» пострадала карьера таких детей-актёров, как Гэри Коулман, Маколей Калкин и Джейк Ллойд — они удостаивались номинаций за роли в фильмах «На правильном пути» (1981), «Богатенький Ричи» (1994) и «Звёздные войны. Эпизод I: Скрытая угроза» (1999). Бывший ребёнок-актёр Джулиан Хиллиард заявил, что организаторы «перешли черту», а номинация Армстронг может сделать её жертвой «буллинга или чего похуже».
Соучредитель премии Джон Дж. Б. Уилсон сообщил в интервью BuzzFeed News, что среди голосовавших Армстронг попала на пятое место из пяти доступных и, несмотря на возраст (на момент номинации ей было 12 лет), выбор был одобрен на основании того, что Армстронг была профессиональной актрисой, уже имевшей актёрский опыт. Уилсон отметил, что критика в адрес премии была «раздутой», но также признался, что «Смысл в том, чтобы повеселиться. Но, кажется, в данном случае мы промахнулись. Я это признаю». Спустя три дня после объявления номинантов Армстронг была удалена из списка. Уилсон публично извинился и заявил, что отныне ни в одной категории не будут номинироваться лица младше 18 лет.
Впервые в истории премии организаторы удостоили награды за худшую женскую роль самих себя. Столкнувшись с противоречиями в связи с номинацией Армстронг, организация поставила себя на место Армстронг в голосовании. В итоге она победила с отрывом.

## Комментарии
1. ↑  Номинация удалена[8].
2. ↑  Считается ремейком телефильма «Блондинка[англ.]» (2001)[9].